# BayArena
Bay Arena (phát âm tiếng Đức: [ˈbaɪʔaˌʁeːnaː]) là một sân vận động bóng đá ở Leverkusen, Nordrhein-Westfalen, Đức. Đây là sân nhà của câu lạc bộ Bundesliga Bayer 04 Leverkusen kể từ năm 1958.

## Lịch sử
Sân vận động được khánh thành vào ngày 2 tháng 8 năm 1958, còn được được biết với tên gọi là Ulrich-Haberland-Stadion (phát âm [ˌʔʊlʁɪçˈhaːbɐlantˌʃtaːdi̯ɔn]; tiếng Việt: Sân vận động Ulrich Haberland), tên của một cựu chủ tịch của Bayer AG, người thành lập câu lạc bộ. Sức chứa của sân vận động là 20,000 người.

## Thuê sân
| # | Thuê sân                       | Năm      |
| - | ------------------------------ | -------- |
| 1 | Bayer 04 Leverkusen            | 1958-nay |
| 2 | Đội tuyển bóng đá quốc gia Đức |          |

## Hình ảnh

Sơ đồ BayArena
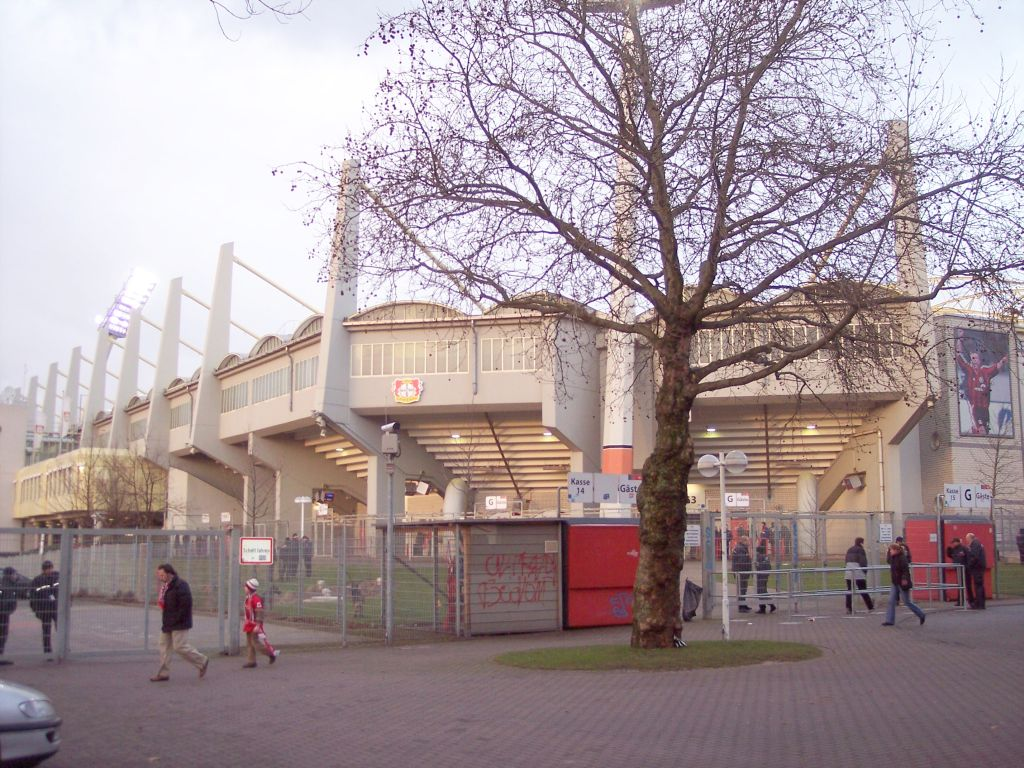
BayArena vào năm 2005
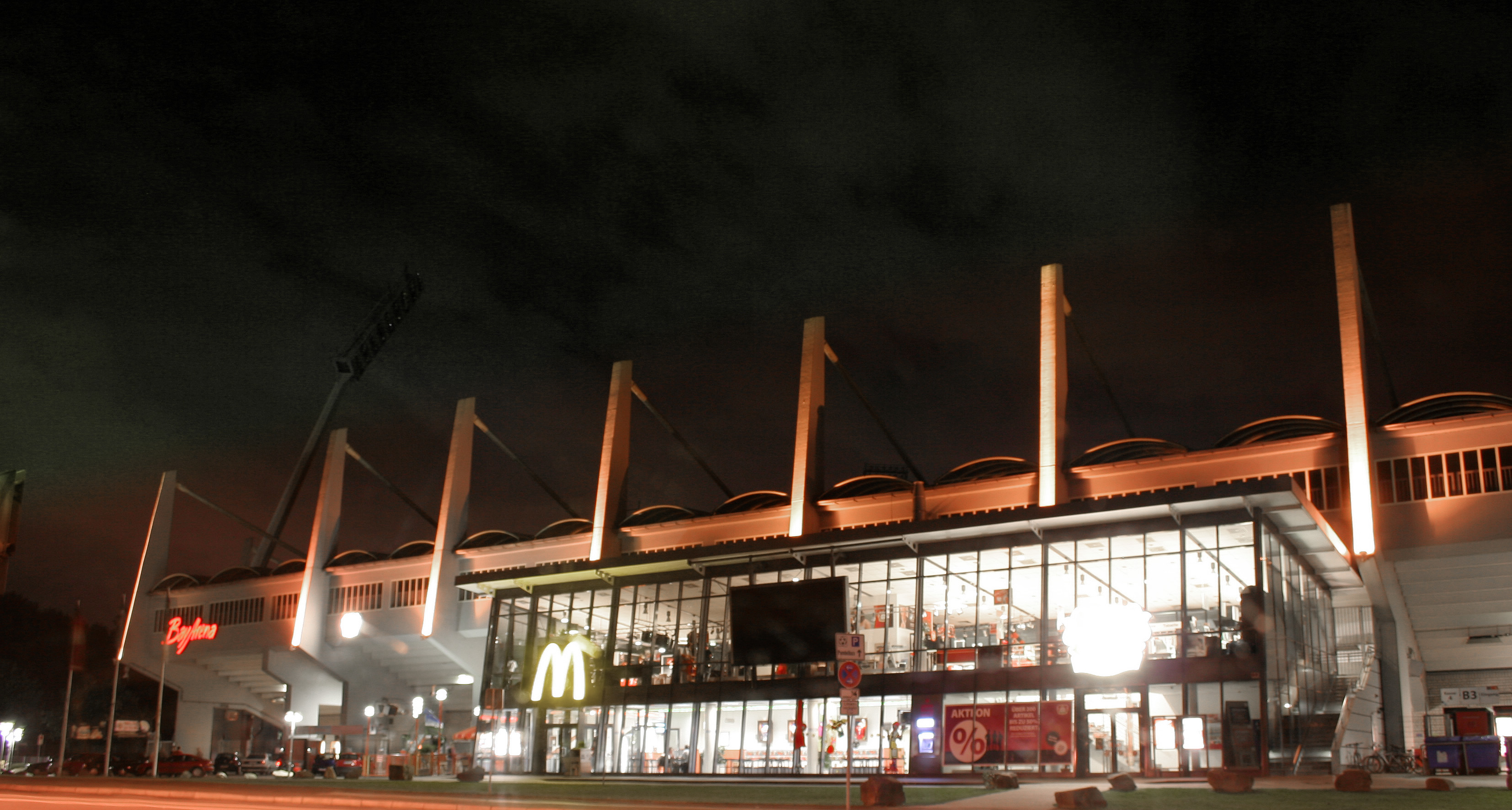
BayArena vào năm 2007
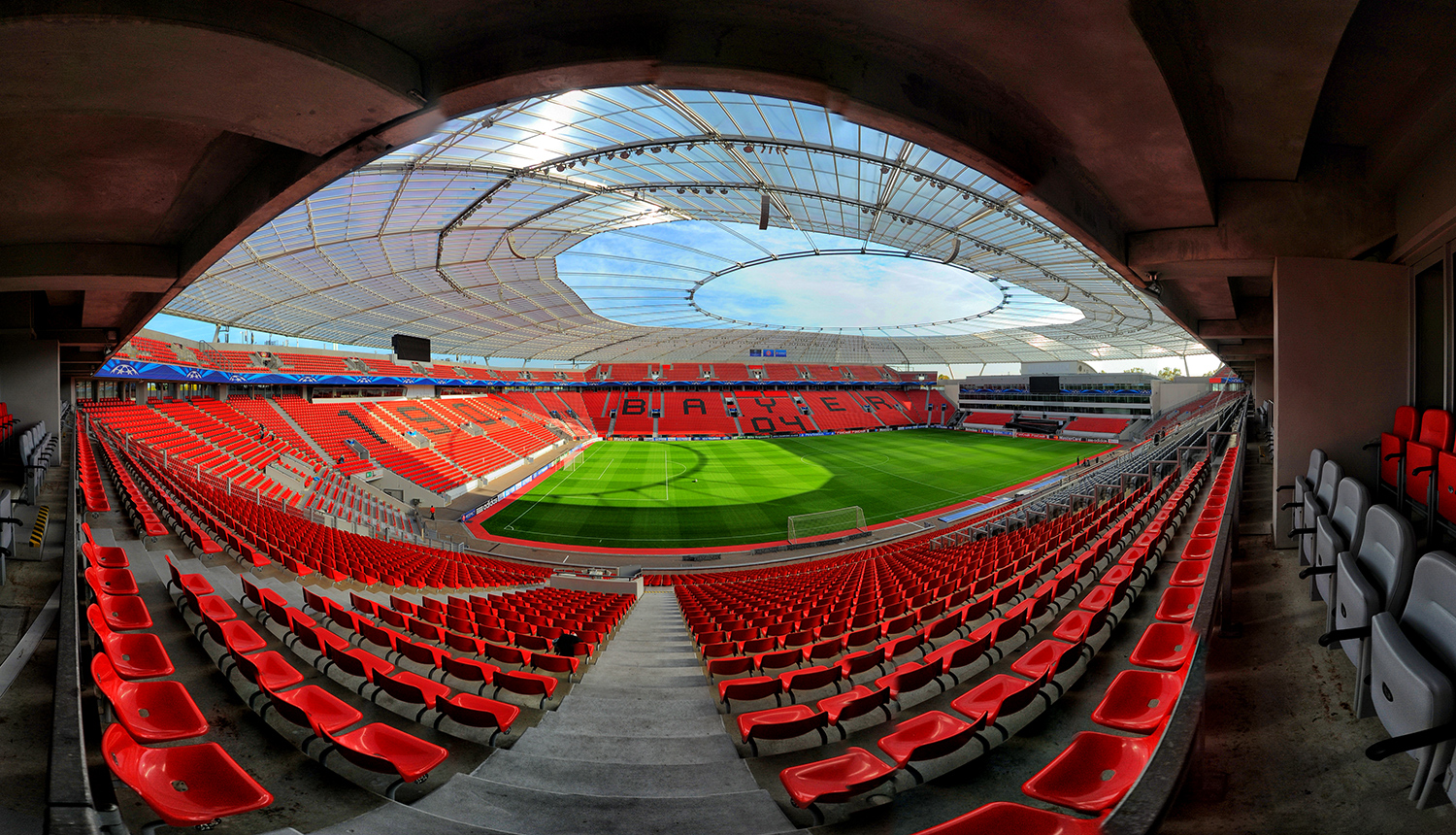
Bên trong BayArena
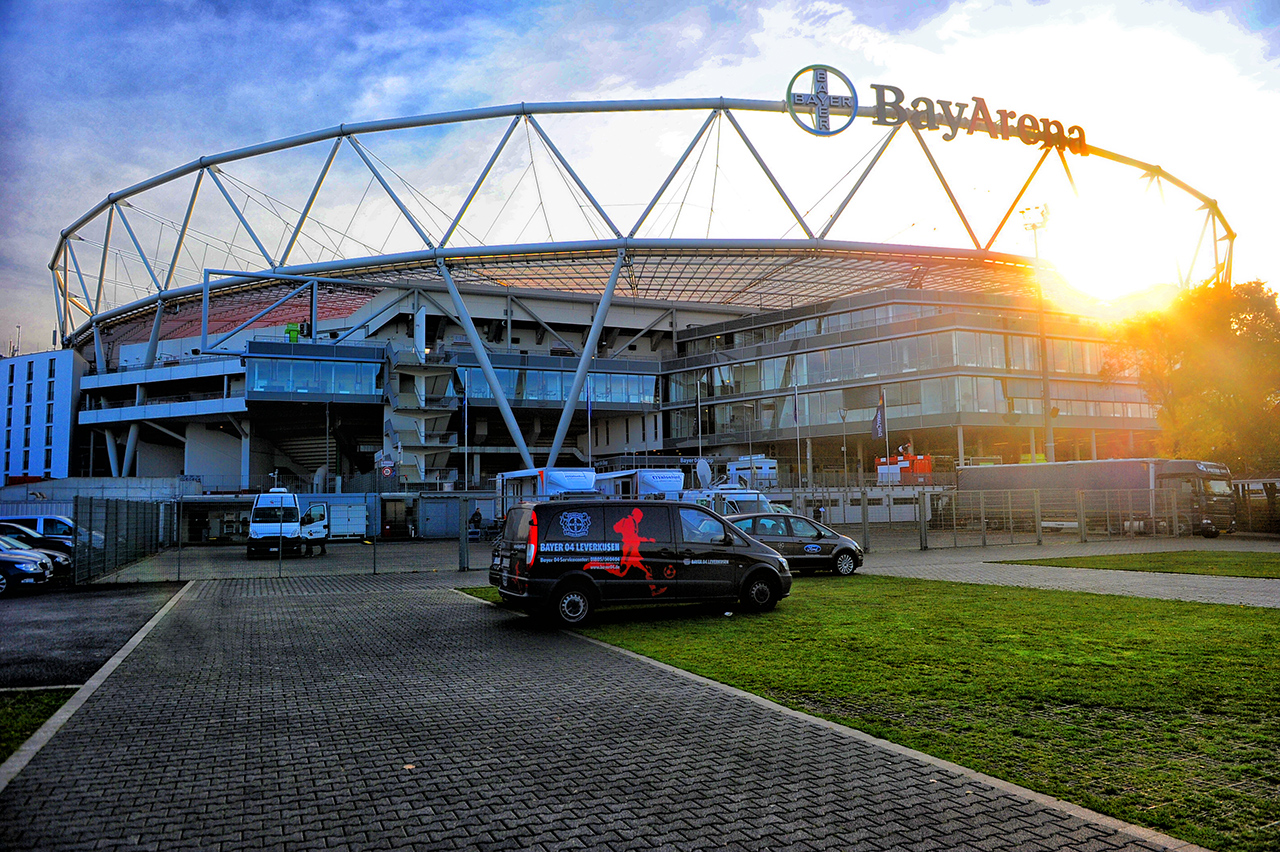
Sân nhà của Bayer 04
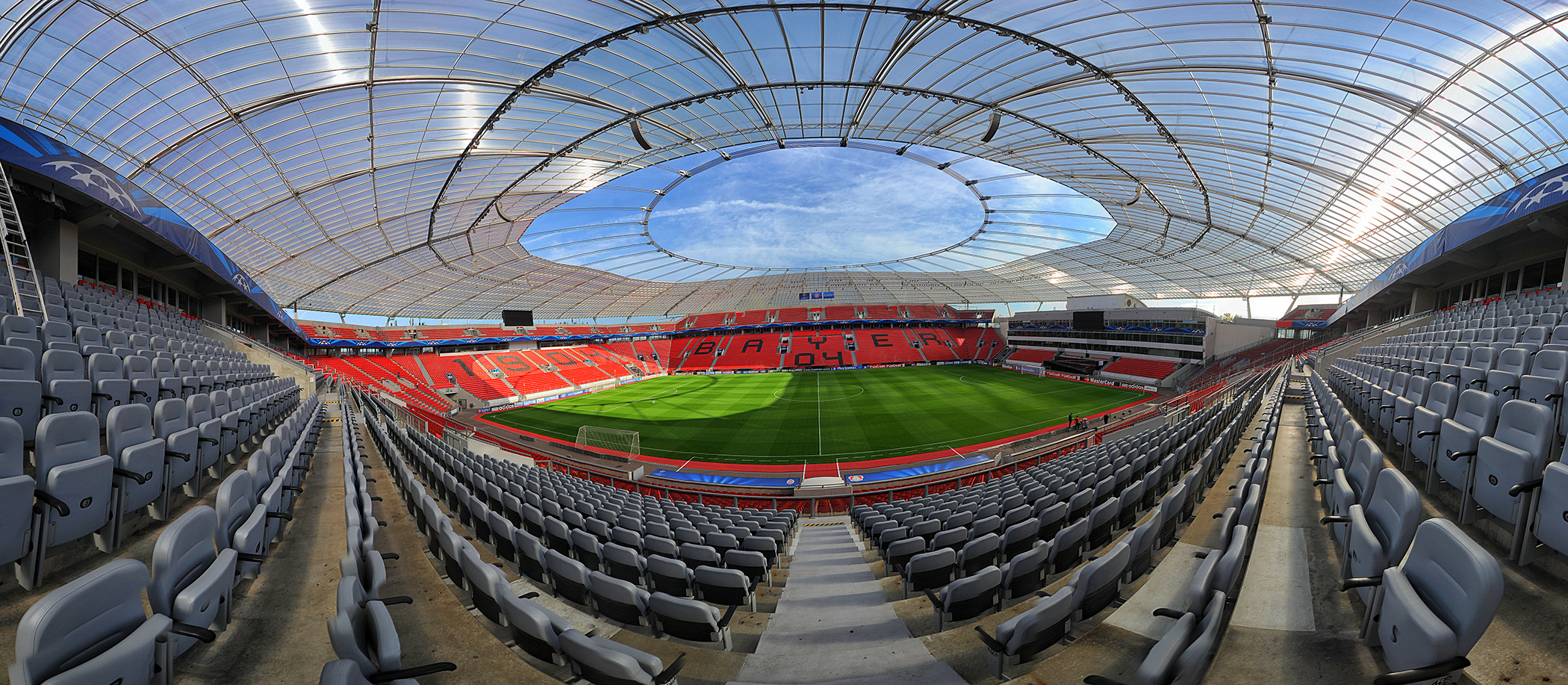
Sân nhà của Bayer 04
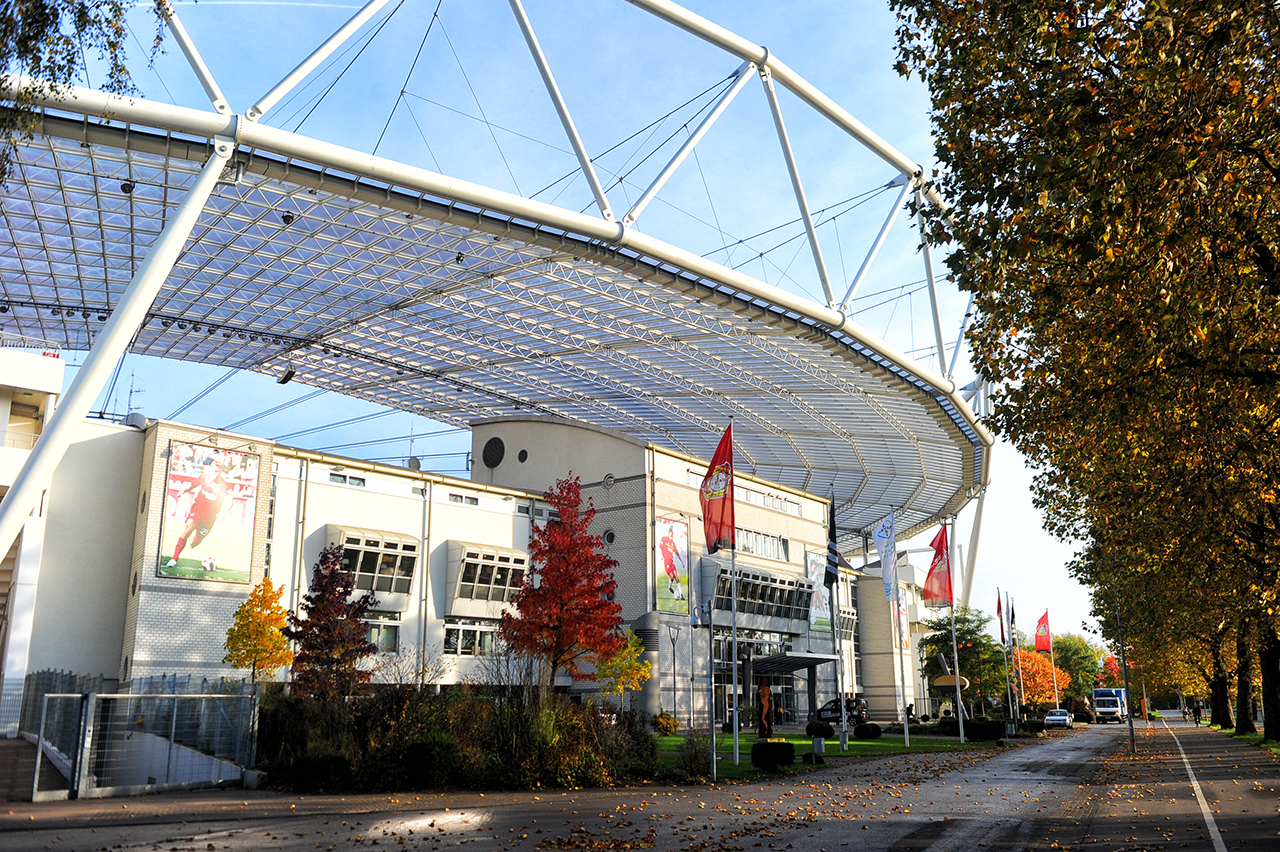
Sân nhà của Bayer 04
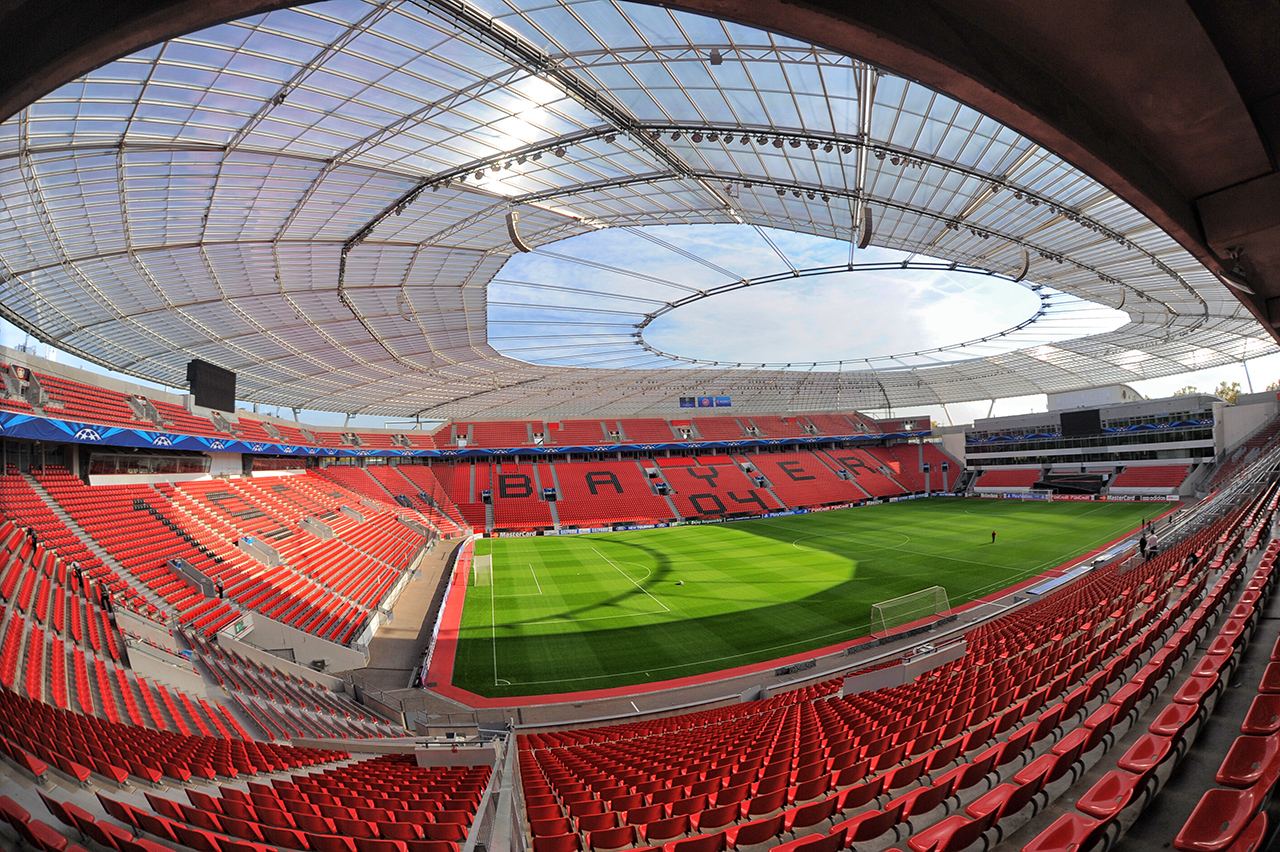
Sân nhà của Bayer 04
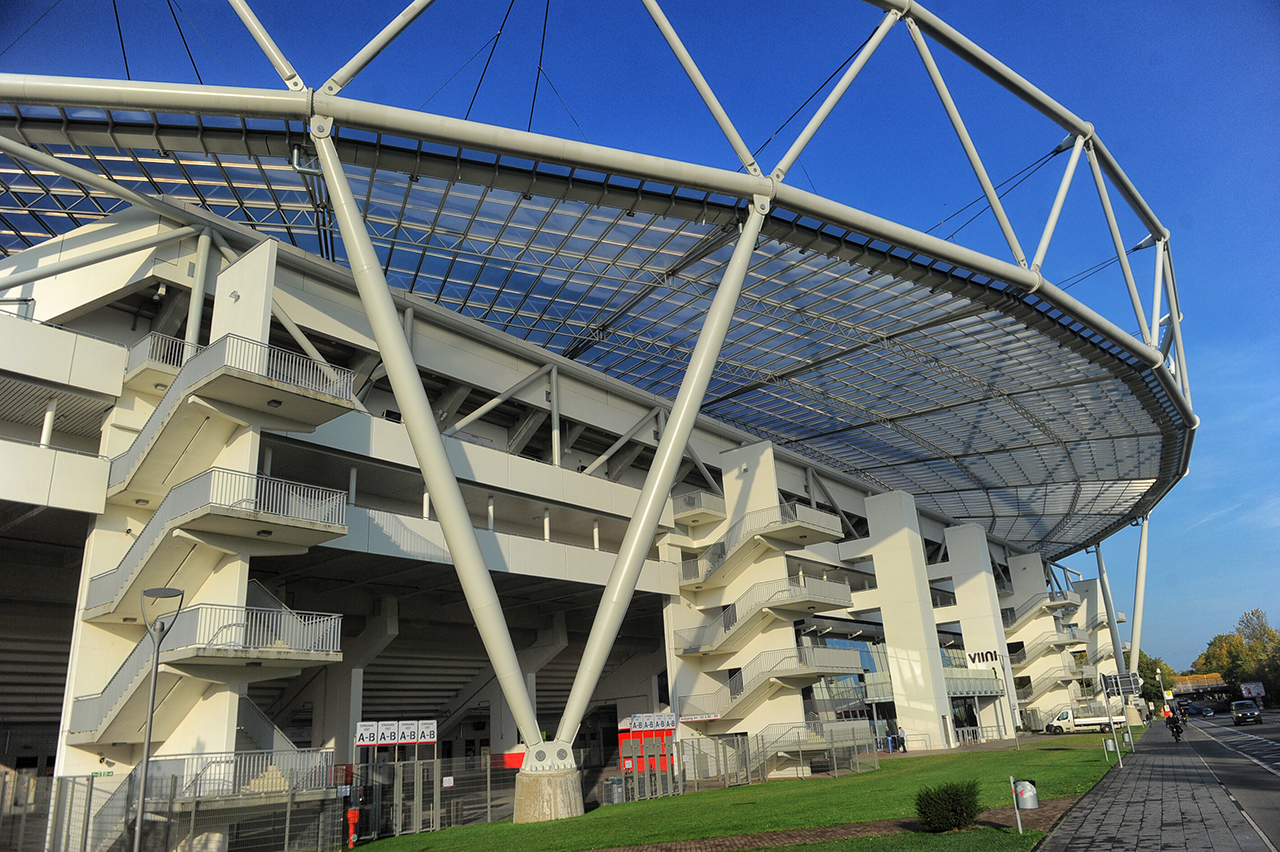
Sân nhà của Bayer 04